# Флорио, Джеймс
Джеймс Джозеф Флорио (англ. James Joseph Florio; 29 августа 1937, Нью-Йорк — 25 сентября 2022, Вурхис, Нью-Джерси) — американский политик, член Палаты представителей США от 1-го избирательного округа Нью-Джерси (1975—1990), 49-й губернатор Нью-Джерси (1990—1994).

## Биография
Джеймс Флорио родился в Бруклине (Нью-Йорк) 29 августа 1937 года. Он учился в начальной школе в Бруклине, впоследствии получил диплом об окончании срекдней школы (англ. high school equivalency diploma) в штате Нью-Джерси. В 1955—1958 годах Флорио служил в Военно-морских силах США, а в 1958—1975 годах числился в запасе в звании лейтенант-коммандера. Обучался в Трентонском колледже, окончив его в 1962 году со степенью бакалавра искусств. В 1962—1963 годах Флорио учился в Колумбийском университете, а затем — в школе права Ратгерского университета, которую он окончил в 1967 году со степенью доктора юриспруденции (J.D.).
В 1967—1971 годах Флорио работал заместителем прокурора города Камден (штат Нью-Джерси), а в 1969—1974 годах он был главным юрисконсультом нью-джерсийских боро Раннемид, Вудлинн и Сомердейл. В этот же период началась политическая карьера Флорио — в 1969 году он был избран членом Генеральной ассамблеи штата Нью-Джерси, а затем успешно переизбирался в неё в 1971 и 1973 годах, проработав там с 1970 по 1975 год.
В 1972 году Джеймс Флорио решил побороться за пост члена Палаты представителей США от 1-го избирательного округа Нью-Джерси. 6 июня 1972 года он победил на первичных выборах от демократической партии, однако затем, на выборах в Конгресс, состоявшихся 7 ноября 1972 года, уступил кандидату от республиканской партии Джону Ханту (Хант набрал 52,5 %, а Флорио — 47,0 % голосов). Во время следующей выборной кампании, проходившей в 1974 году, 4 июня Флорио опять победил на первичных выборах от демократической партии, а на выборах в Конгресс, состоявшихся 5 ноября 1974 года, победил того же кандидата от республиканцев Джона Ханта (Флорио набрал 57,5 %, а Хант — 38,5 % голосов). После этого Флорио ещё семь раз побеждал на выборах в Конгресс США от 1-го избирательного округа Нью-Джерси, проходивших каждые два года: в 1976, 1978, 1980, 1982, 1984, 1986 и 1988 годах, проработав членом Палаты представителей США с 1975 по 1990 год.
Во время работы в Конгрессе Флорио несколько раз выставлял свою кандидатуру на выборах губернатора Нью-Джерси. В 1977 году он проиграл на первичных выборах от демократической партии. В 1981 году Флорио победил на первичных выборах, но на губернаторских выборах с разницей 0,08 % проиграл кандидату от республиканской партии Томасу Кину (Кин набрал 49,46 %, а Флорио — 49,38 % голосов). В 1989 году Флорио опять победил на первичных выборах, и ему также удалось одержать победу на выборах губернатора штата, опередив кандидата от республиканцев Джеймса Куртера (Флорио набрал 61,2 %, а Куртер — 77,2 % голосов). Флорио проработал губернатором Нью-Джерси четыре года, с января 1990 до января 1994 года. На следующих губернаторских выборах, состоявшихся 2 ноября 1993 года, он уступил представительнице республиканской партии Кристине Тодд Уитман (Уитман набрала 49,3 %, а Флорио — 48,3 % голосов). Наиболее важным шагом за время пребывания Флорио на посту губернатора была программа по увеличению налогов штата, в результате которой подоходный налог для самых богатых налогоплательщиков вырос с 3,5 % до 7 %, а налог на продажу — с 6 % до 7 %. Непопулярность этих действий стала одной из причин поражения Флорио на выборах 1993 года.
Джеймс Флорио скончался 25 сентября 2022 года в больнице тауншипа Вурхис (штат Нью-Джерси).